# South London Tramways
Die South London Tramways Company (SLT) war ein Betreiber von Pferdebahnen und Pferdeomnibussen im Südwesten Londons im Rahmen des größeren Netzes der Straßenbahn London. Die Gesellschaft betrieb von 1881 bis 1902 normalspurige Straßenbahnstrecken mit einer Gesamtlänge von knapp 22 Kilometern.

## Geschichte
Die Gesellschaft wurde 1879 gegründet und beabsichtigte, eine Strecke von Vauxhall nach Battersea zu bauen, was ihr auch genehmigt wurde. Ausgenommen war dabei jedoch der Abschnitt in der nördlichen Nine Elms Lane von Vauxhall bis zu einem siebengleisigen Bahnübergang am Güterbahnhof Nine Elms, gegen dessen Überquerung die London and South Western Railway protestiert hatte. 1880 wurden darüber hinaus noch Strecken von Vauxhall über Clapham Junction nach Wandsworth, zwei Querverbindungen von der Chelsea Bridge nach Clapham Junction und entlang der Falcon Road, sowie eine Verlängerung von Battersea nach Wandsworth genehmigt. Die erste, 1879 konzessionierte, Strecke ging am 5. Januar 1881 in Betrieb, die übrigen Strecken bis 1883. Auch die Verbindung über den Bahnübergang in der Nine Elms Lane bis Vauxhall konnte schließlich gebaut werden. 1881 und 1882 waren noch Strecken im südlichen Zentrum Londons unter anderem zur Westminster Bridge, zur Southwark Bridge und zur Waterloo Station genehmigt worden, die ebenfalls gebaut wurden.
Im Einzelnen wurden die Strecken wie folgt eröffnet:
| Datum           | Strecke |
| --------------- | --- |
| 5. Januar 1881  | Bahnübergang Nine Elms Lane (Güterbahnhof Nine Elms) – Nine Elms Lane – Battersea Park Road – York Road – Battersea, Plough Road                     |
| 23. April 1881  | Chelsea Bridge (Südseite) – Queens Road (heute Queenstown Road) – Wandsworth Road/Queens Road                                                        |
| 19. März 1882   | Battersea Park Road/Falcon Lane (heute Falcon Road) – Falcon Lane – Falcon Lane/St. John’s Hill                                                      |
| 13. Juni 1882   | Wandsworth Road/Westbury Street – Wandsworth Road – Lavender Hill – Clapham Junction – St. John’s Hill – East Hill – Wandsworth, East Hill/Alma Road |
| 6. Mai 1883     | Battersea, Plough Road – York Road – Old York Road – North Street (heute Fairfield Street) – Wandsworth High Street/North Street                     |
| 29. Mai 1883    | Southwark Bridge (Südseite) – Southwark Bridge Road – Borough Road – St George’s Circus – Lambeth Road – Lambeth Bridge (Ostseite)                   |
| 29. Mai 1883    | Southwark Bridge Road – Southwark Street – Borough, Hop Exchange (Ecke Redcross Way)                                                                 |
| 29. Mai 1883    | Newington Causeway/Southwark Bridge Road – Southwark Bridge Road/Borough Road                                                                        |
| 29. Mai 1883    | Waterloo Station – Waterloo Road – St. George’s Circus                                                                                               |
| 18. August 1883 | Lambeth Bridge – Albert Embankment – Bahnhof Vauxhall – Wandsworth Road – Nine Elms Lane – Bahnübergang am Güterbahnhof Nine Elms                    |
| 18. August 1883 | Borough Road/Lancaster Street – Lancaster Street (heute überbaut) – Lancaster Street/Southwark Bridge Road                                           |
| 18. August 1883 | Westminster Bridge Road/St. George’s Road – St. George’s Road – Elephant and Castle                                                                  |
| 9. Oktober 1883 | Bahnhof Vauxhall – Wandsworth Road – Wandsworth Road/Westbury Street                                                                                 |
| 9. Oktober 1883 | Westminster Bridge (Ostseite) – Stangate (heute Lambeth Palace Road) – Lambeth Bridge                                                                |
| 9. Oktober 1883 | Battersea Park Road/Prince of Wales Drive – Queens Road/Prince of Wales Drive (Endstelle westlich der Kreuzung)                                      |

Alle Strecken waren anfangs eingleisig mit Ausweichen. Die Strecke von der Waterloo Station zum St. George’s Circus wurde zunächst mit einem Pendelwagen bedient, am 24. Juli 1891 jedoch an die London Tramways verpachtet. Mit Übernahme der London Tramways durch den London County Council 1899 ging auch der Pachtvertrag auf diesen über. 1900 wurde die Strecke schließlich an den Council verkauft. Die SLT eröffnete 1884 auch eine Pferdeomnibuslinie von Battersea nach South Kensington und kaufte im selben Jahr die London Tramways Omnibus Company, die Pferdeomnibusstrecken in Walworth betrieb. Diese wurden jedoch schon bald eingestellt. 1899 wurden noch folgende Pferdeomnibuslinien betrieben:
- Clapham Junction – Trinity Road – Tooting (am 2. Juli 1899 an die Firma Tilling verkauft)
- Hop Exchange – City, Gracechurch Street
- Chelsea Bridge – Victoria Road – Knightsbridge Road
- Chelsea Bridge – Victoria Station

Im Laufe des Jahres 1899 wurden die übrigen Buslinien eingestellt.
Wie viele Straßenbahnbetriebe in London experimentierte auch die SLT mit mechanischen Antrieben. Im Februar 1885 verkehrte ein Akkumulatortriebwagen auf der Strecke in der Queens Road, der sich jedoch nicht bewährte. In den späten 1890er Jahren wurden zwei Drittel des Streckennetzes zweigleisig ausgebaut. Die kurze Strecke in der Prince of Wales Road wurde linienmäßig nicht befahren. Lediglich an Feiertagen fuhr eine Sonderlinie von der Westminster Bridge hierhin. In den 1890er Jahren wurde die Linie von Newington Causeway entlang der Southwark Bridge Road bis zur Southwark Bridge eingestellt. Auf einem Großteil der Southwark Bridge Road fuhren ohnehin die beiden Hauptlinien der Bahn von Wandsworth nach Borough. Die kurzen Stichstrecken in der Lancaster Road und zum Elephant & Castle wurden ebenfalls linienmäßig schon seit Mitte der 1880er Jahre nicht mehr befahren.
Gemäß dem Straßenbahngesetz von 1870 konnte der London County Council 1900 die ersten Straßenbahnstrecken der SLT zum gegenwärtigen Wert kaufen. Da die SLT dadurch ein zerrissenes Netz der restlichen Strecken hätte betreiben müssen, wehrte sie sich gegen den Kauf und nach erfolgloser Verhandlung kam der Fall vor ein Schiedsgericht. Es wurde entschieden, dass der London County Council den gesamten Betrieb kaufen musste, was zum 21. November 1902 erfolgte. Die SLT wurde daraufhin aufgelöst. Das Streckennetz wurde größtenteils von 1906 bis 1909 elektrifiziert und war bis 1950 in Betrieb. Nicht elektrifiziert wurde die kurze Strecke durch den Prince of Wales Drive sowie die Strecke in der Fairfield Street in Wandsworth. Erstere wurde stillgelegt, während die Strecke in Wandsworth durch eine neue Streckenführung weiter westlich ersetzt wurde.

## Liniennetz
Die Linien wurden mit Farben markiert. 1902 wurden folgende Linien betrieben:
| Farbe      | Strecke | Länge (km) | Fahrzeit (min) |
| ---------- | --- | ---------- | -------------- |
| braun      | Wandsworth, East Hill – Clapham Junction – Lavender Hill – Vauxhall – Lambeth Bridge – St George’ Circus – Southwark Bridge Road – Hop Exchange | 9,13       | 54             |
| gelb       | Wandsworth, East Hill – Clapham Junction – Lavender Hill – Vauxhall – Lambeth Bridge – Westminster Bridge                                       | 7,34       | 43             |
| grün       | Wandsworth, North Street – Battersea – Nine Elms – Vauxhall – Lambeth Bridge – St George’ Circus – Southwark Bridge Road – Hop Exchange         | 9,63       | 60             |
| blau       | Wandsworth, North Street – Battersea – Nine Elms – Vauxhall – Lambeth Bridge – Westminster Bridge                                               | 7,75       | 43             |
| rot        | Chelsea Bridge – Queens Road – Lavender Hill | 2,01       | 12             |
| schokolade | Chelsea Bridge – Battersea – Falcon Road – Clapham Junction                                                                                     | 3,34       | 20             |

## Fahrzeuge
1881 wurden zunächst einspännige Wagen ohne Oberdeck eingesetzt, die jedoch schon bald durch die in London weit verbreiteten zweispännigen Doppeldecker ersetzt wurden. Insgesamt wurden im Anfangsjahr 28 Wagen eingesetzt, wofür 108 Pferde benötigt wurden. Durch die Streckenerweiterungen wuchs der Bestand bis zur Übernahme auf 95 Pferdebahnwagen und 750 Pferde an. Die 24 Pferdeomnibusse in Besitz der SLT wurden 1899 verkauft oder verschrottet.

## Betriebshöfe
Queens Road
Der erste im Januar 1881 eröffnete Betriebshof der Bahn befand sich in der Queens Road südlich des heutigen Bahnhofs Queenstown Road, etwa in Höhe Ingate Place. Hier befand sich auch die Hauptwerkstatt der Bahn.
Jews Row
In der Jews Row in Wandsworth befand sich ein weiteres Depot, das am 6. Mai 1883 eröffnet wurde. Die Anbindung erfolgte durch die Wandsworth Bridge Road über eine Betriebsstrecke.
Clapham Junction
Das Depot für die Linien zum East Hill befand sich westlich der Falcon Road auf der Nordseite des St John’s Hill. Es wurde nicht elektrifiziert und mit Einstellung des Pferdebetriebes geschlossen.
Gonsalva Road
Ein kleines Depot auf der Nordseite der Wandsworth Road an der Gonsalva Road (heute überbaut, westlich des Bahnhofs Wandsworth Road) wurde ebenfalls 1883 in Betrieb genommen.
Borough
Das einzige Depot der Bahn in der Nähe der Londoner Endstellen befand sich auf der Nordseite der Borough Road zwischen Lancaster Street und Southwark Bridge Road.